# Hydrotaea bistoichas
Hydrotaea bistoichas är en tvåvingeart som beskrevs av Xue, Wang och Wang 2007. Hydrotaea bistoichas ingår i släktet Hydrotaea och familjen husflugor. Inga underarter finns listade i Catalogue of Life.